# Ella Tvrdková

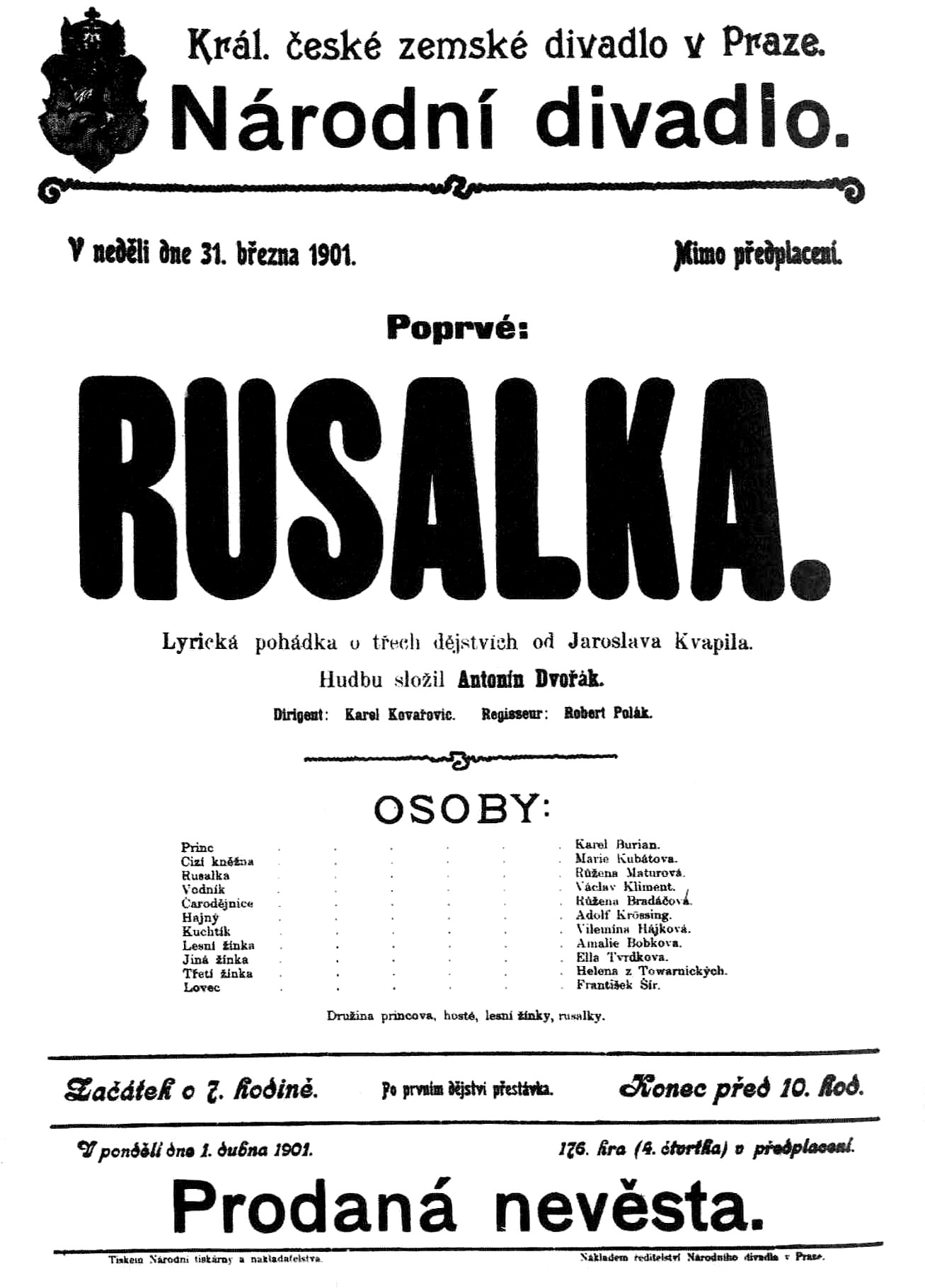
Plakát k premiéře Rusalky v Praze, 31. března 1901

Ella Tvrdková, křtěná Alžběta Anna (19. února 1878 Kamenice nad Lipou – 7. září 1918 Krumbach), byla česká operní pěvkyně.

## Život
Narodila se v Kamenici nad Lipou v rodině C. k. poštmistra Václava Tvrdka. Zpěv studovala na pražské konzervatoři u sopranistky Mathildy Mallingerové a dále pokračovala ve školení v Berlíně, kde s úspěchem koncertovala již v roce 1897. V měsících říjnu a prosinci roku 1898 několikrát hostovala v pražském Národním divadle a následně od ledna roku 1899 zde byla angažována zprvu na jeden rok, potom však v Národním divadle působila až do září roku 1901.
Z Národního divadla, kde byla málo obsazována, odešla do Německa, kde se v letech 1901–1913 pod uměleckým jménem Ella Tordek proslavila v mnichovské opeře, zejména v Mozartových a Wagnerových operách. V Mnichově se 20. února 1909 provdala za dr. Gustava Gerheusera. Po roce 1913 příležitostně ještě hostovala na německých operních scénách.
V roce 1904 hostovala v Národním divadle v Brně a o rok později byla jmenována bavorskou komorní pěvkyní.
Ella Tvrdková zemřela roku 1918 v bavorském městě Krumbach.

## Významné role na scéně Národního divadla v Praze (výběr)
- 1891–1892 v roli Mařenky v opeře B. Smetany Prodaná nevěsta
- 1892–1893 v roli Neddy v opeře R. Leoncavalla Komedianti
- 1895–1896 v roli Markétky v opeře Ch. Gounod Faust a Markétka
- 1898–1899 v roli Barči v opeře B. Smetany Hubička
  - v roli Děvče Polovecké v opeře A. P. Borodina Kníže Igor
  - v roli Paminy v opeře W. A. Mozarta Kouzelná flétna
  - v roli Angély v operetě Richarda Heubergera Ples v opeře
- 1899–1900 v roli Kristly v opeře A. V. Horáka Babička
  - v roli Agaty v opeře L. Deliba Král to řekl
  - v roli Gorislavy v opeře M. I. Glinky Ruslan a Ludmila
  - v roli Mercedes v opeře G. Bizeta Carmen
  - v roli Jitky v opeře B. Smetany Dalibor
  - v roli Hraběnky v opeře W. A. Mozarta Figarova svatba
  - v roli Uspavače v opeře E. Humperdincka Perníková chaloupka
  - v roli Jiné žínky v opeře A. Dvořáka Rusalka

## Galerie

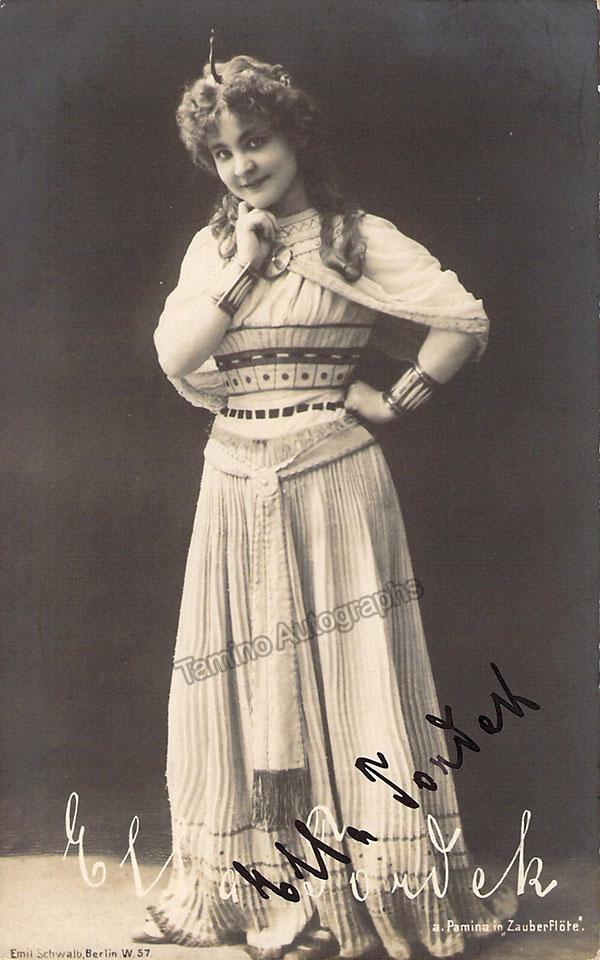
Ella Tordek (vl.jm. Ella Ella Tvrdková) v roli Pamini v opeře Kouzelná flétna
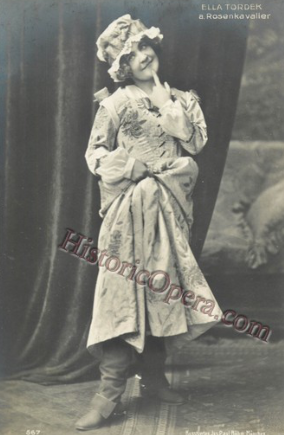
Ella Tordek (vl.jm. Ella Ella Tvrdková) v roli Octaviany v opeře Růžový kavalír (1903)
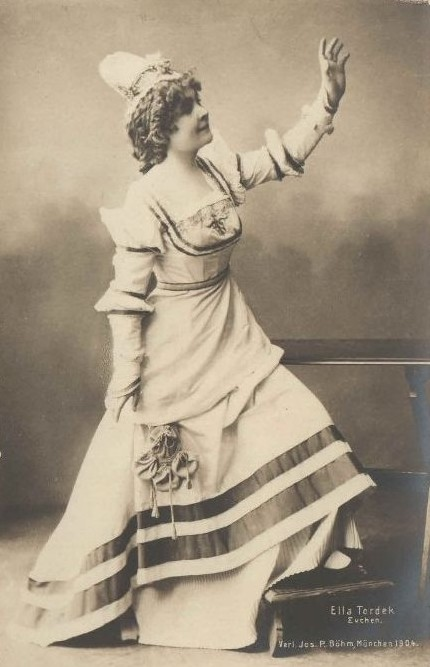
Ella Tordek (roz. Tvrdková) pěvkyně
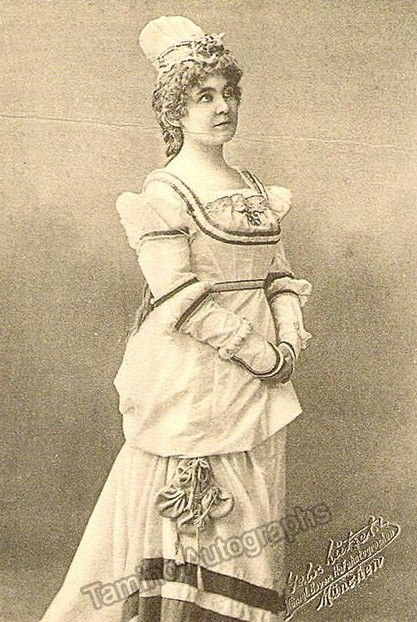
sopranistka Ella Tordek (vl.jm. Ella Tvrdková) 1902